# Ezio Rosi

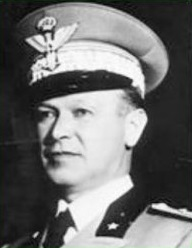
Ezio Rosi

Ezio Rosi (* 19. März 1881 in Vicenza; † 5. August 1963 in Bologna) war ein italienischer General des Königlich-Italienischen Heeres zuletzt im Rang eines Armeegenerals. Zwischen 1941 und 1943 war er Oberbefehlshaber der 6. Armee, 1943 Chef des Generalstabes des Heeres sowie Oberbefehlshaber der Armeegruppe Ost.

## Leben

### Offiziersausbildung, Erster Weltkrieg und Zwischenkriegszeit
Ezio Rosi absolvierte eine Offiziersausbildung an der Fachschule für Artillerie und Ingenieure (Scuola di Applicazione di Artiglieria e Genio) in Turin und wurde daraufhin Leutnant (Sottotenente) in der Artillerie des Heeres (Esercito Italiano). Nach verschiedenen Verwendungen als Offizier nahm er zwischen 1915 und 1918 am Ersten Weltkrieg teil und wurde für seine Verdienste am 3. Juni 1916 Ritter des Ordens der Krone von Italien. Während seiner weiteren Verwendung in der Zwischenkriegszeit wie als Kommandeur des 11. Feldartillerieregiments wurde er am 19. Mai 1919 Ritter des Militärordens von Savoyen.
Nach seiner Beförderung zum Brigadegeneral (Generale di Brigata) am 1. Januar 1933 wurde er Kommandeur der Artillerie des Bologna-Korps. Am 15. April 1936 wurde er zum Generalmajor (Generale di Divisione) befördert und war anschließend als Generaldirektor für Logistikdienste (Direttore generale dei servizi logistici) im Kriegsministerium (Ministero della Guerra) an den Planungen für den Abessinienkrieg (3. Oktober 1935 bis 27. November 1941) beteiligt und wurde für seine dortigen militärischen Leistungen am 16. Juli 1936 Offizier des Kolonial-Ordens vom Stern von Italien. Danach war er von 1938 bis zum 14. März 1939 Kommandeur der 21. Infanteriedivision (1ª Divisione fanteria „Granatieri di Sardegna“) und wurde in dieser Zeit am 7. Januar 1938 Kommandeur des Ordens der Krone von Italien sowie am 20. Januar 1938 zudem Kommandeur des Ordens der Heiligen Mauritius und Lazarus. Am 14. März 1939 wurde er zum Generalleutnant (Generale di Corpo d’Armata) befördert und wurde daraufhin bis zum 19. Juli 1939 zum Kriegsministerium abgeordnet.

### Zweiter Weltkrieg, Aufstieg zum General und Kriegsgefangenschaft
Am 19. Juli 1939 wurde Rosi zunächst Kommandierender General des Bologna-Korps sowie im Anschluss Kommandierender General des VI. Korps (VI Corpo d’armata). Danach übernahm er am 9. November 1940 von Generale di Corpo d’Armata Francesco Zingales den Posten als Oberbefehlshaber der 6. Armee (6ª Armata) und hatte diesen bis zum 1. Februar 1943 inne, woraufhin Generale designato d’Armata Mario Roatta in ablöste. Während dieser Verwendung erhielt er am 20. Januar 1942 den Titel eines designierten Generals (Generale designato d’Armata) sowie am 12. Juli 1942 zudem das Großkreuz des Ordens der Krone von Italien. Als Nachfolger von Generale designato d’Armata Vittorio Ambrosio wurde er am 1. Februar 1943 Chef des Generalstabes des Heeres (Capo di Stato Maggiore del Regio Esercito). Er verblieb in dieser Funktion allerdings nur knapp dreieinhalb Monate bis zum 18. Mai 1943 und wurde daraufhin von Generale di Corpo d’Armata Giuseppe De Stefanis abgelöst.
Daraufhin wurde er am 18. Mai 1943 Oberbefehlshaber der auf der Balkanhalbinsel operierenden Armeegruppe Ost (Gruppo d’Armate Est) mit Hauptquartier in Tirana und erhielt in dieser Funktion am 23. Juli 1943 mit Wirkung zum 1. Juli 1943 die Beförderung zum General (Generale d’armata). Nach dem Waffenstillstand von Cassibile, der Kapitulation Italiens gegenüber den Alliierten, am 3. September 1943 wurde Albanien aufgrund einer separaten, am 9. September 1943 in Tirana unterzeichneten Kapitulation von Ezio Rosi von Truppen der deutschen Wehrmacht besetzt, mit der Folge, dass 270.000 italienische Soldaten und 8000 Offiziere in deutsche Gefangenschaft gerieten. Er befand sich daraufhin bis 1945 als sogenannter „Militärinternierter“ in deutschem Gewahrsam.

## Hintergrundliteratur
- Viscardo Azzi: I disobbedienti della 9ª armata. Albania 1943–1945, Mailand, Ugo Mursia, 2010.
- Alberto Becherelli, Andrea Carteny, Fabrizio Giardini: L’Albania indipendente e le relazioni italo-albanesi (1912–2012), Rom, Edizioni Nuova Cultura, 2013, ISBN 88-6812-135-2.
- Giorgio Candeloro: La seconda guerra mondiale, il crollo del fascismo, la resistenza 1939–1945, Mailand, Giangiacomo Feltrinelli Editore, 1990, ISBN 88-07-80805-6.
- Enzo Cataldi: Storia dei Granatieri di Sardegna, Rom, Museo Storico dei Granatieri di Sardegna, 1986.
- Giorgio Grilletta: KR 40-43. Cronache di guerra, Cosenza, Luigi Pellegrini Editore, 2003, ISBN 88-8101-177-8.
- Mario Ragionieri, E. Nistri, M. Rossi: 25 luglio 1943. Il suicidio inconsapevole di un regime, Rom, Ibiskos Editrice Risolo, 2007, ISBN 88-546-0152-7.
- Gerhard Schreiber: Die italienischen Militärinternierten im deutschen Machtbereich (1943–1945), München, R. Oldenbourg Verlag GmbH, 1990, ISBN 3-486-59560-1.